# Charaxes burtti
Charaxes burtti är en fjärilsart som beskrevs av Carpenter 1945. Charaxes burtti ingår i släktet Charaxes och familjen praktfjärilar. Inga underarter finns listade i Catalogue of Life.